# Едуар Менди
Едуар Осоке Менди (фр. Édouard Osoque Mendy; Монтивиљерс, 1. март 1992) сенегалски је фудбалер који тренутно игра за Ал Ахли и репрезентацију Сенегала на позицији голмана.